# Alfredo Schäffler
Alfredo Schäffler (ur. 18 stycznia 1941 w Waidhofen an der Ybbs) – austriacki duchowny katolicki posługujący w Brazylii, biskup diecezji Parnaíba w latach 2001-2016.

## Życiorys
Święcenia kapłańskie przyjął 16 czerwca 1968 i został inkardynowany do diecezji Picos. Pełnił funkcje m.in. proboszcza parafii w Picos (1975-1984) oraz proboszcza parafii Chrystusa Króla w Teresinie (1985-2000). W swojej diecezji pełnił też funkcje radcy diecezjalnego (1975-1978), audytora diecezjalnego (1978-1984) i sędziego pomocniczego regionu kościelnego Nordeste 4 (1982-1984). Po przejściu do archidiecezji Teresina był m.in. wikariuszem biskupim ds. gospodarczych oraz przewodniczącym Brazylijskiego Stowarzyszenia Kanonistów.

### Episkopat
15 marca 2000 został mianowany przez papieża Jana Pawła II biskupem koadiutorem diecezji Parnaíba. Sakry biskupiej udzielił mu 3 czerwca tegoż roku abp Miguel Fenelon Câmara Filho. Rządy w diecezji przejął 21 lutego 2001.
24 sierpnia 2016 przeszedł na emeryturę.